# García (kommun)
García är en kommun i Mexiko.   Den ligger i delstaten Nuevo León, i den centrala delen av landet, 700 km norr om huvudstaden Mexico City.
Följande samhällen finns i García:
- García
- Parque Industrial Ciudad Mitras
- Mitras Poniente
- Valle de Lincoln
- Los Parques
- Las Torres de Guadalupe
- Valle de San Felipe
- La Candelaria
- Los Cerritos
- Lomas de García
- El Fraile
- El Palmital
- La Gloria
- San Isidro
- Las Palomas
- San Cristóbal